# گوزچمنی (اردهان)
گوزچمنی (به ترکی استانبولی: Güzçimeni، به کردی: Kîrman، به ارمنی: Կիրման) یک منطقهٔ مسکونی در ترکیه است که در اردهان واقع شده‌است.